# شارلوت ماري سانفورد بارنز
شارلوت ماري سانفورد بارنز (بالإنجليزية: Charlotte Mary Sanford Barnes)‏ هي كاتبة مسرحية وممثلة أمريكية، ولدت في 1818، وتوفيت في 14 أبريل 1863.